# 미예곰빈 엔흐볼드

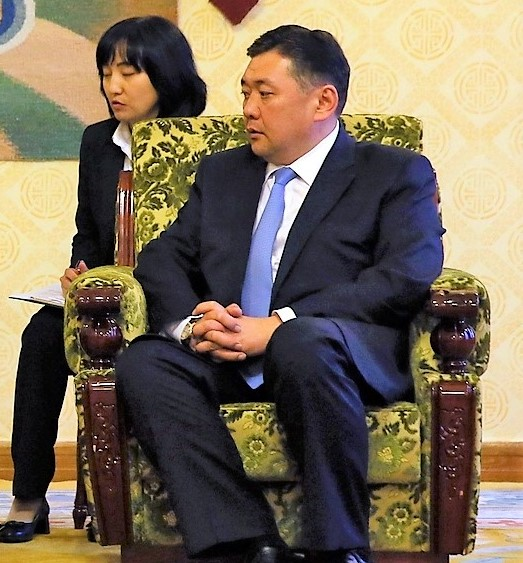

미예곰빈 엔흐볼드(몽골어: Миеэгомбын Энхболд, 1964년 7월 19일 ~ )는 몽골의 정치인으로 2006년 1월부터 2007년 11월까지 총리, 2007년부터 2012년까지 부총리, 2016년부터 2019년까지 국회의장이었다.
2005년부터 2007년 10월까지 몽골 인민혁명당(현 몽골 인민당; 이하 인민당)의 총재였으며, 수도인 울란바토르의 시장을 역임하기도 했다. 2012년 총선에서 인민당이 패한 직후 국회부의장으로 선출되었으며, 제27차 전당대회에서 두 번 연속으로 인민당 총재에 선출되었다. 2016년 총선에서 인민당이 국회를 장악하게 되자, 그는 국회의장으로 선출되었다.

## 어린 시절과 교육
1982년에 졸업했으며, 1983년부터 대학 과정을 밟기 시작했다. 1987년 몽골 국립대학교에서 중앙계획경제학 전문대 과정을 졸업했다.
1987년 이래 울란바토르 인민의회 행정부 서비스실에서 경제학자로 활동했으며, 1989년 공공사업부의 사업정비실에서 전문가로 활동했다. 1991년 울란바토르 인민의회로 돌아와 서비스실장이 되었다. 부인과의 슬하에 두 자녀를 두고 있다.

## 지방 정치
1990년 인민혁명당(이하 인혁당)에 입당했는데, 이 해에 당 중앙위원회가 전격 사임하고 몽골의 민주화가 이루어지기 시작했다.
1992년 당은 엔흐볼드를 칭겔테이 구의 부구청장으로 임명했으며, 1996년까지 직을 맡았다. 1996년 칭겔테이 구의회 상임간부회 위원장이 되어 1년 간 재직했다.
1997년 당으로부터 울란바토르 시의회장으로 지명받아 2005년까지 역임했다. 1999년 인혁당이 장악하고 있던 울란바토르 시의회는 그를 시장으로 선출했다. 시장 시절 그는 울란바토르 중부의 미개발부지를 재분배했으며, 이 덕에 주택난이 상당 부분 해결되었다.

## 중앙 정치
2005년 대선 당시 남바린 엔흐바야르 후보를 도왔으며, 엔흐바야르는 대통령에 당선된 대신 인혁당 총재직을 사임해야만 했다. 엔흐볼드는 그의 후임 총재로 선출되었다.
2006년 1월 인혁당은 연정 탈퇴를 선언했으며, 인혁당 소속 장관 10명 모두 사퇴하였다. 이로 인해 절반 이상의 부처가 공석이 되었으며, 연정 해소 외에는 마땅한 대안이 없었다. 결국 차히아긴 엘베그도르즈 정권은 붕괴되었는데, 여기에는 일부 민주당 소속 의원들의 입당으로 인혁당이 원내 과반 의석을 차지하게 된 덕분이라는 것이 중론이다. 게다가 4명의 민주당 의원들마저 인혁당의 손을 들어준 것도 있었다. 이후 25일 엔흐바야르 대통령은 엔흐볼드를 총리로 지명했으며, 국회 표결을 통과했다.
2007년 11월 5일 사임을 선언했으며, 8일 국회 표결을 통과해 사임이 확정되었다. 다만 22일 산자긴 바야르가 새 총리로 선출될 때까지 직을 유지했다.
12월 5일 바야르 신임 총리 밑에서 부총리로 임명되었다.
2016년 6월 총선에서 인민당(2012년부터 인혁당의 새 이름)은 원내 85%의 의석을 차지하게 되었으며, 이후 엔흐볼드는 국회의장으로 선출되었다.

## 역대 선거 결과
| 선거명      | 직책명        | 대수 | 정당        | 1차 득표율 | 1차 득표수 | 2차 득표율 | 2차 득표수 | 결과 | 당락 |
| ----------- | ------------- | ---- | ----------- | ---------- | ---------- | ---------- | ---------- | ---- | ---- |
| 2017년 선거 | 몽골의 대통령 | 5대  | 몽골 인민당 | 30.75%     | 411,748표  | 44.85%     | 497,067표  | 2위  | 낙선 |